# حفرة إكليلانية للعضد
الحفرة الإكليلانية للعضد (بالإنجليزية: Coronoid fossa of the humerus)‏ هي منخفض صغير في العظم أعلى الجزء الأمامي من البكرة العضدية أسفل عظم العضد، وهي مجاورة بمحاذاة الجانب المباشر من الحفرة الكعبرية للعضد.

## وظيفتها
تستقبل الناتئ الإكليلاني للزند خلال ثني الساعد.

## وصلات خارجية
- درسٌ تشريحي حول lesson4bonesofarm&forearm مُعدٌ بواسطة ويسلي نورمان (جامعة جورجتاون).

## صور

رسم بياني لعظام الذراع البشرية
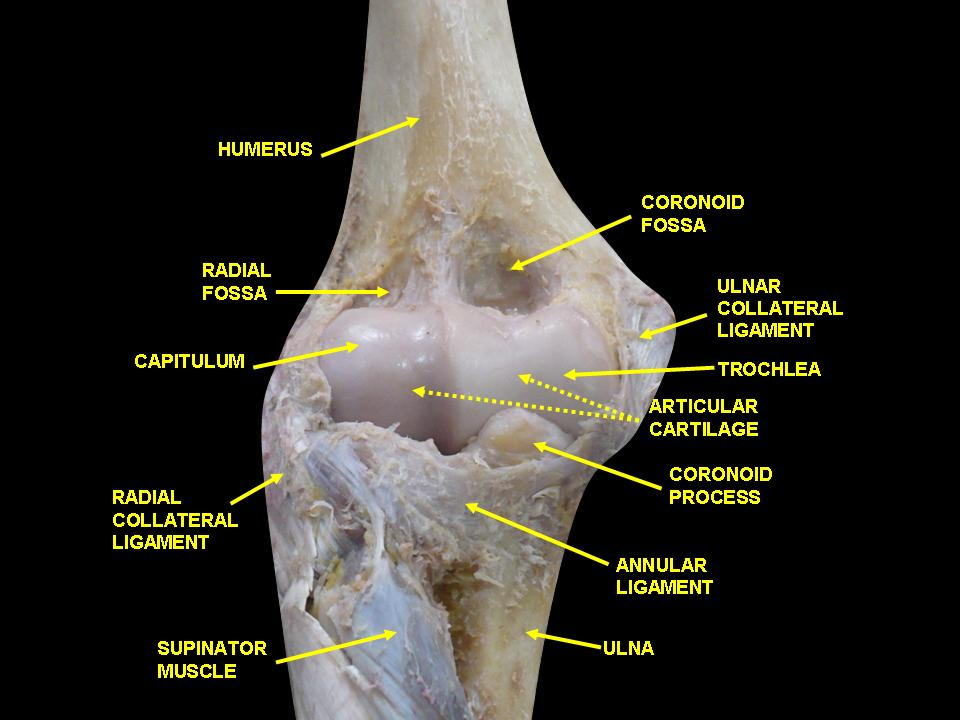
مفصل المرفق. تشريح عميق. عرض أمامي.
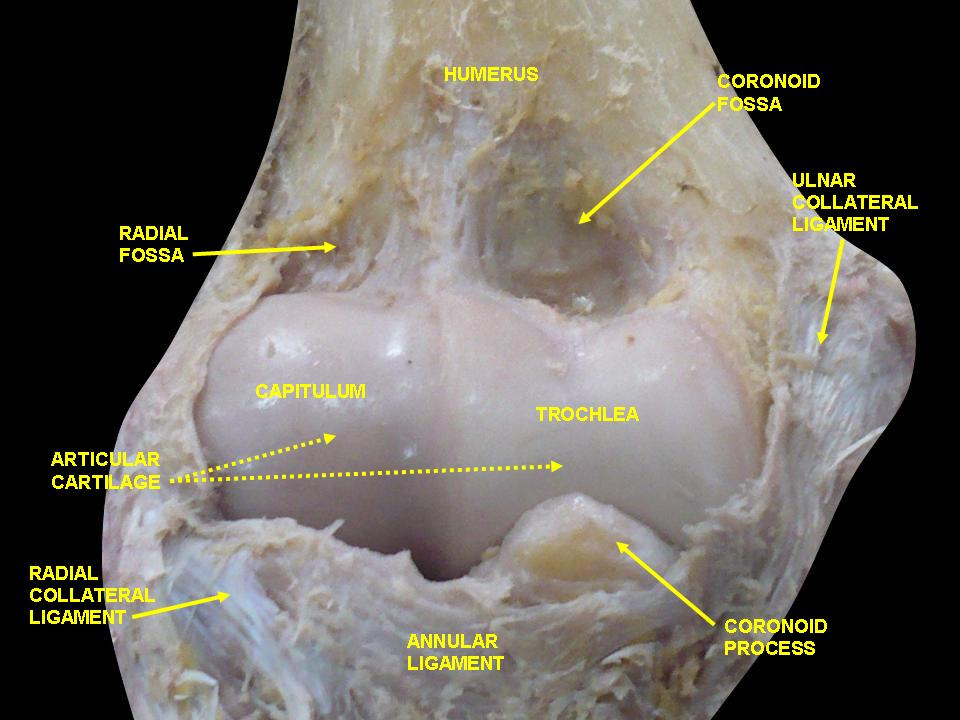
مفصل المرفق. تشريح عميق. عرض أمامي.
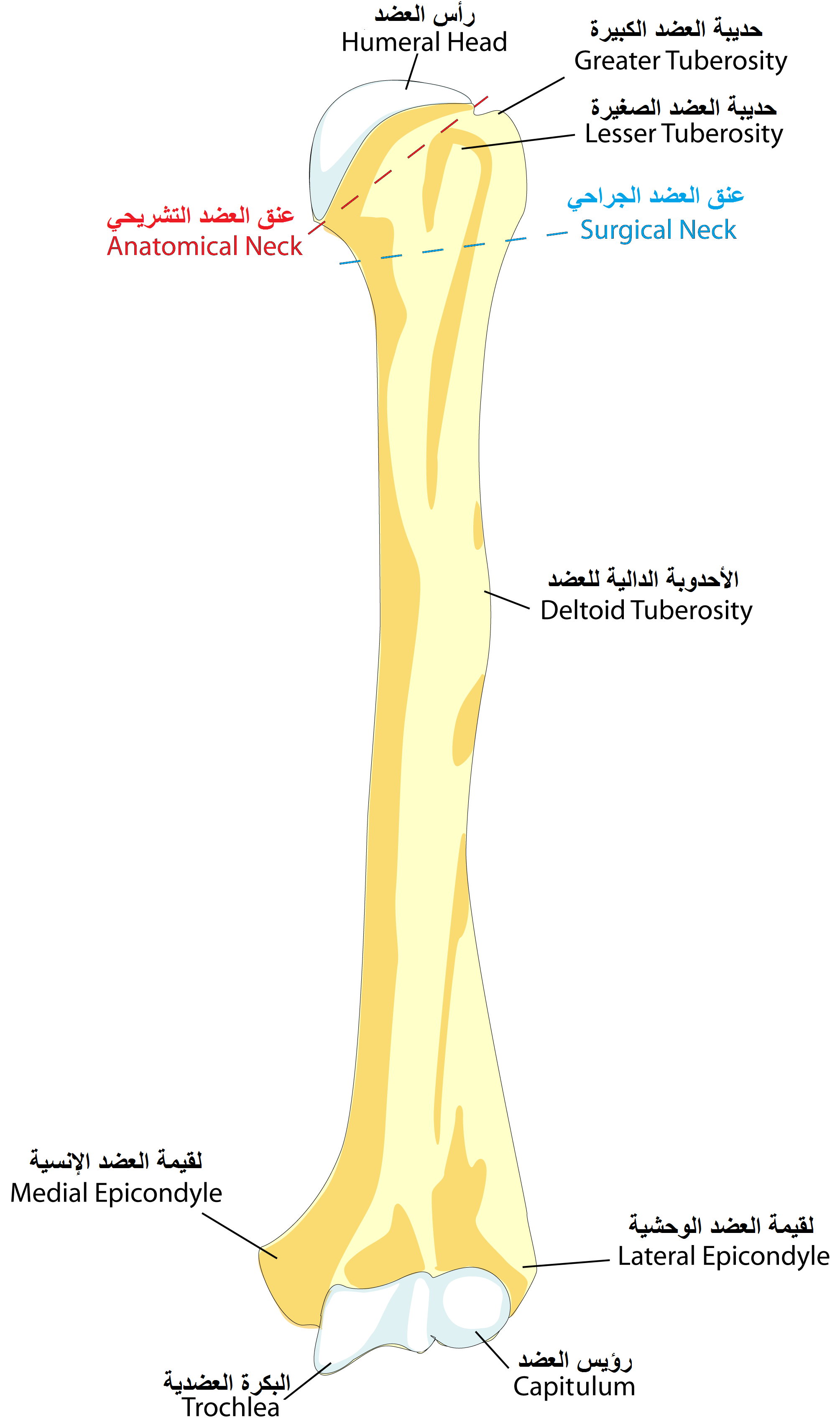
عظم العضد الأيسر و أسماء أجزائه.
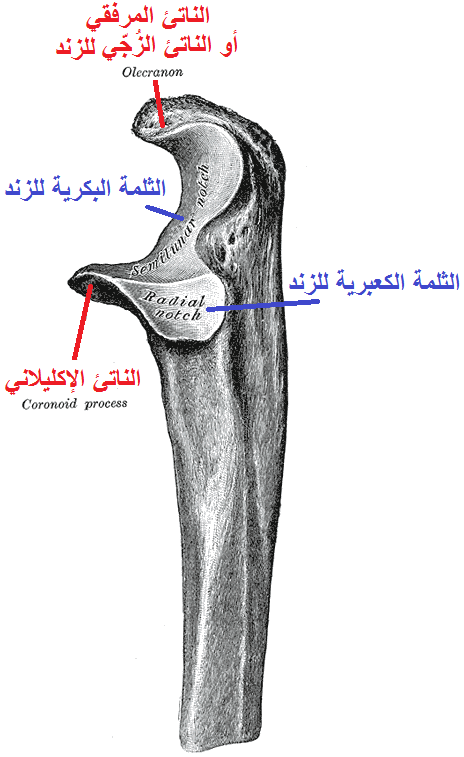
الطرف العلوي من عظم الزند الأيسر. الجانب الوحشي. الناتئ الإكليلاني للزند هو الناتئ الثاني من أعلى يسار الصورة.